# 罗伯特·J·索耶
罗伯特·J·索耶（1960年4月29日—），加拿大人，是一名科幻小说作家。“雨果奖”和“星云奖”获得者，曾经两次获得加拿大科幻与幻想文学最高奖“极光奖”，被《渥太华名人录》称为“加拿大科幻界的教长”。

## 曾获奖项
罗伯特·J·索耶的小说获得过41个国家和国际奖项，其中最主要的是：1994年獲得亞瑟·艾利斯獎，《终极实验》获得1995年星云奖；《原始人》获得2003年雨果奖；《大脑扫描》获得2006年约翰·坎贝尔纪念奖。此外，他的作品还获得2次星云奖提名，10次雨果奖提名，3次约翰·坎贝尔纪念奖提名，2006年亦獲得中國唯一的科幻小說獎銀河獎。
- Golden Fleece (novel)（英语：Golden Fleece） (Warner Books/Questar, 1990)
  -     - 《金羊毛》(四川科学技术出版社, 2005, ISBN 978-7-5364-5551-1)
- The Quintaglio Ascension trilogy（英语：Quintaglio Ascension trilogy）:
  -     - 《恐龙文明三部曲》(四川科学技术出版社, 2005, ISBN 978-7-5364-5756-0)
    - 《恐龙帝国》(安徽少年儿童出版社, 2015, ISBN 978-7-5397-8261-4)

  - Far-Seer（英语：Far-Seer） (Ace Books, 1992)，在学生中备受推索，更曾納入加拿大安大略省斯卡布罗自治市傳承公園學校（Heritage Park Public School）的課程當中[8][9]。
    - 《远望》(四川科学技术出版社, 苏益群/蒋志敏译, 2005, ISBN 978-7-5364-5756-0)
    - 《恐龙帝国 1:世界是圆的》(安徽少年儿童出版社, 苏益群/蒋志敏译, 2015, ISBN 978-7-5397-8050-4)
    - 《恐龙帝国 2:预言中的猎手》(安徽少年儿童出版社, 苏益群/蒋志敏译, 2015, ISBN 978-7-5397-8051-1)

  - Fossil Hunter（英语：Fossil Hunter） (Ace, 1993)
    - 《化石猎人》(四川科学技术出版社, 张建光译, 2005, ISBN 978-7-5364-5756-0)
    - 《恐龙帝国 3:疯狂的国王》(安徽少年儿童出版社, 张建光译, 2015, ISBN 978-7-5397-8052-8)
    - 《恐龙帝国 4:恐龙方舟》(安徽少年儿童出版社, 张建光译, 2015, ISBN 978-7-5397-8053-5)

  - Foreigner (Robert J. Sawyer)（英语：Foreigner） (Ace, 1994)
    - 《异族》(四川科学技术出版社, 曾真译, 2005, ISBN 978-7-5364-5756-0)
    - 《恐龙帝国 5:一个未知的国度》(安徽少年儿童出版社, 曾真译, 2015, ISBN 978-7-5397-8054-2)
    - 《恐龙帝国 6:蓝色通天塔》(安徽少年儿童出版社, 曾真译, 2015, ISBN 978-7-5397-8055-9)
- End of an Era (novel)（英语：End of an Era） (Ace, 1994)
- The Terminal Experiment（英语：The Terminal Experiment） –  Serialized as Hobson's Choice in Analog Science Fiction（英语：Analog Science Fiction） (HarperCollins, 1995)，获1995年星云奖最佳长篇小说奖。
  -     - 《终极实验》(人民文学出版社, 陈志娟译, 2004, ISBN 978-7-0200-4601-0)
    - 《终极实验》( 四川科学技术出版社, 房俊民译, 2017, ISBN 978-7-5364-8418-4)
- Starplex（英语：Starplex） (Ace, 1996)
  -     - 《星丛》(四川科学技术出版社, 张建光译, 2004, ISBN 978-7-5364-5553-5)
    - 《星丛》(四川科学技术出版社, 张建光译, 2020, ISBN 978-7-5364-8973-8)
- Frameshift (novel)（英语：Frameshift） (Tor Books, 1997)
- Illegal Alien (Sawyer novel)（英语：Illegal Alien） (Ace, 1997)
- Factoring Humanity（英语：Factoring Humanity） (Tor, 1998)
  -     - 《人性分解》(清华大学出版社, 高天羽译, 2013, ISBN 978-7-3023-2721-9)
- Flashforward (novel)（英语：Flashforward） (Tor, 1999)，获1999年极光奖最佳长篇小说奖，并被改编为ABC的同名电视剧
  -     - 《未来闪影》(漓江出版社, 肖一之译, 2012, ISBN 978-7-5407-5321-4)
- Calculating God（英语：Calculating God） (Tor, 2000)，在2001年的雨果奖竞争中败给了J·K·罗琳的《哈利·波特与火焰杯》。
  -     - 《计算中的上帝》(四川科学技术出版社, 张建光译, 2003, ISBN 978-7-5364-5324-1)
- Iterations (short stories)（英语：Iterations） – Short stories (Quarry Press, 2002)
- The Neanderthal Parallax trilogy（英语：The Neanderthal Parallax trilogy）
  -     - 《平行的世界：尼安德特幻想小说三部曲》(上海译文出版社, 牛振宇/夏星/戴媛译, 2016, ISBN 978-7-5327-7099-1)

  - Hominids – Serialized in Analog Science Fiction（英语：Analog Science Fiction） (Tor, 2003)，获2003年雨果奖最佳长篇小说奖。
    - 《原始人类》(四川科学技术出版社, 叶林译, 2008, ISBN 978-7-5364-6721-7)
    - 《原始人》(安徽文艺出版社, 牛振宇译, 2010, ISBN 978-7-5396-3406-7)
    - 《尼安德特1：原始人》(安徽文艺出版社, 牛振宇译, 2012, ISBN 978-7-5396-4014-3)

  - Humans (Tor, 2003)
    - 《人类》(安徽文艺出版社, 夏星译, 2010, ISBN 978-7-5396-3407-4)
    - 《尼安德特2：人类》(安徽文艺出版社, 夏星译, 2012, ISBN 978-7-5396-4015-0)

  - Hybrids (Tor, 2003)
    - 《混血儿》(安徽文艺出版社, 戴媛译, 2010, ISBN 978-7-5396-3408-1)
    - 《尼安德特3：混血儿》(安徽文艺出版社, 戴媛译, 2012, ISBN 978-7-5396-4016-7)
- Relativity (short stories)（英语：Relativity） (ISFiC Press, 2004)
- Mindscan（英语：Mindscan） (Tor, 2005)
- Rollback (novel)（英语：Rollback） – Serialized in Analog Science Fiction（英语：Analog Science Fiction） (Tor, 2007)
- Identity Theft and Other Stories (Red Deer Press, 2008)
- The WWW Trilogy（英语：The WWW trilogy） (WWW三部曲):
  - Wake (Robert J. Sawyer novel)（英语：Wake） (Serialized in Analog Science Fiction（英语：Analog Science Fiction）, 2008-2009; Ace USA, Viking Canada, and Orion/Gollancz UK, 2009)
  - 《WWW.甦醒》(貓頭鷹出版社, 吳妍儀譯, 2012, ISBN 978-9-8626-2109-7)
  - Watch (novel)（英语：Watch） (Ace USA, Viking Canada, and Orion/Gollancz UK, 2010)
  - 《WWW.注視》(貓頭鷹出版社, 龐元媛譯, 2013, ISBN 978-9-8626-2133-2)
  - Wonder (Sawyer novel)（英语：Wonder） (Ace USA, Penguin Canada and Orion/Gollancz UK, 2011)[10]
  - 《WWW.驚奇》(貓頭鷹出版社, 吳妍儀譯, 2013, ISBN 978-9-8626-2164-6)
- Triggers (novel)（英语：Triggers） (Serialized in Analog Science Fiction（英语：Analog Science Fiction）, 2012; Ace USA, Viking Canada, and Gollancz UK, April 2012)
  -     - 《触发》(清华大学出版社, 高天羽译, 2013, ISBN 978-7-3023-2715-8)
- Red Planet Blues (Ace USA and Viking Canada, 2013; Orion/Gollancz UK, 2014)[11]
  -     - 《红星蓝调》(四川科学技术出版社, 画龙译, 2016, ISBN 978-7-5364-8484-9)
- Quantum Night（英语：Quantum Night） (Ace USA and Viking Canada, 2016)
  -     - 《量子之夜》(重庆出版社, 包新周/谢琳琳译, 2018, ISBN 978-7-2291-2852-4)
- The Oppenheimer Alternative（英语：The Oppenheimer Alternative） (CAEZIK SF & Fantasy, 2020)